# Greg Murphy
Greg Murphy (ur. 23 sierpnia 1972 w Hastings) – nowozelandzki kierowca wyścigowy. Prezenter Top Gear Live w latach 2009-2010 wraz z Jeremym Clarksonem oraz z Richardem Hammondem.

## Kariera
Murphy rozpoczął karierę w międzynarodowych wyścigach samochodowych w 1994 roku od startów w Australian Drivers' Championship oraz w Valvoline Australian Manufacturers Championship. W Australian Drivers' Championship dziesięciokrotnie stawał na podium, w tym pięciokrotnie na jego najwyższym stopniu. Uzbierane 178 punktów pozwoliło mu zdobyć tytuł wicemistrza serii. W tym samym roku zwyciężył w Grand Prix Nowej Zelandii oraz był 23 w Tooheys 1000. W późniejszych latach Nowozelandczyk pojawiał się także w stawce Clipsal 2.0L Super Touring Car Trophy, Gold Coast Champ Car Super Touring Cup, Sandown 500, Australian Super Touring Championship, Formula 1 Super Touring support race, Tickford 500, Bathurst 1000, Mobil New Zealand Sprints, Australian Super Touring Championship, V8 Supercar Challenge, TAC Touring Cars, Primus 1000 Classic, FAI 1000 Classic, V8 Supercar Showdown, Shell Championship Series, Supercheap Auto GT Production Car 3 Hour Showroom Showdown, American Le Mans Series, V8 Supercar Championship Series, Bathurst 24 Hour Race, Netspace V8 Supercars GP 100, V8 Supercars Manufacturers Challenge, Albert Park 400, International V8 Supercars Championship, V8 SuperTourers New Zealand Championship, V8 SuperTourers New Zealand Endurance Championship, V8 Supercars Albert Park Challenge, V8 SuperTourers New Zealand Sprint Championship, Highlands 101, Pirtek Enduro Cup oraz Australian GT Championship.

## Wyniki w 24h Le Mans
| Rok  | Zespół                              | Partnerzy                | Samochód        | Klasa | Okr. | Poz. | Klasa Poz. |
| ---- | ----------------------------------- | ------------------------ | --------------- | ----- | ---- | ---- | ---------- |
| 1996 | New Hardware Racing Parr Motorsport | Bill Farmer Robert Nearn | Porsche 911 GT2 | GT2   | 313  | 14   | 2          |